# 1804 aux États-Unis
Pour des articles plus généraux, voir Chronologie des États-Unis et 1804.
Chronologie des États-Unis
- 1800
- 1801
- 1802
- 1803
- 1804
- 1805
- 1806
- 1807
- 1808

Cette page concerne des événements d'actualité qui se sont produits durant l'année 1804 du calendrier grégorien aux États-Unis.

## Gouvernement
- Président : Thomas Jefferson (Républicain-Démocrate).
- Vice-président : Aaron Burr (Républicain-Démocrate).
- Secrétaire d'État : James Madison.
- Chambre des représentants - Président : Nathaniel Macon (Républicain-Démocrate).

## Événements
- 15 février : le New Jersey devient le dernier État des États-Unis au nord de l'Ohio à abolir l'esclavage.
- 16 février : guerre de Tripoli : la frégate Philadelphia, prise échoué le 31 octobre 1803, est détruite dans le port de Tripoli dans un raid mené par l'Intrepid, un ketch tripolitain capturé sous le commandement de Stephen Decatur[1].
- 18 février : fondation de l'université de l'Ohio.
- 10 mars, achat de la Louisiane : une cérémonie formelle est conduite à Saint-Louis pour céder la Louisiane française aux États-Unis. 27 mars - 1er octobre 1804

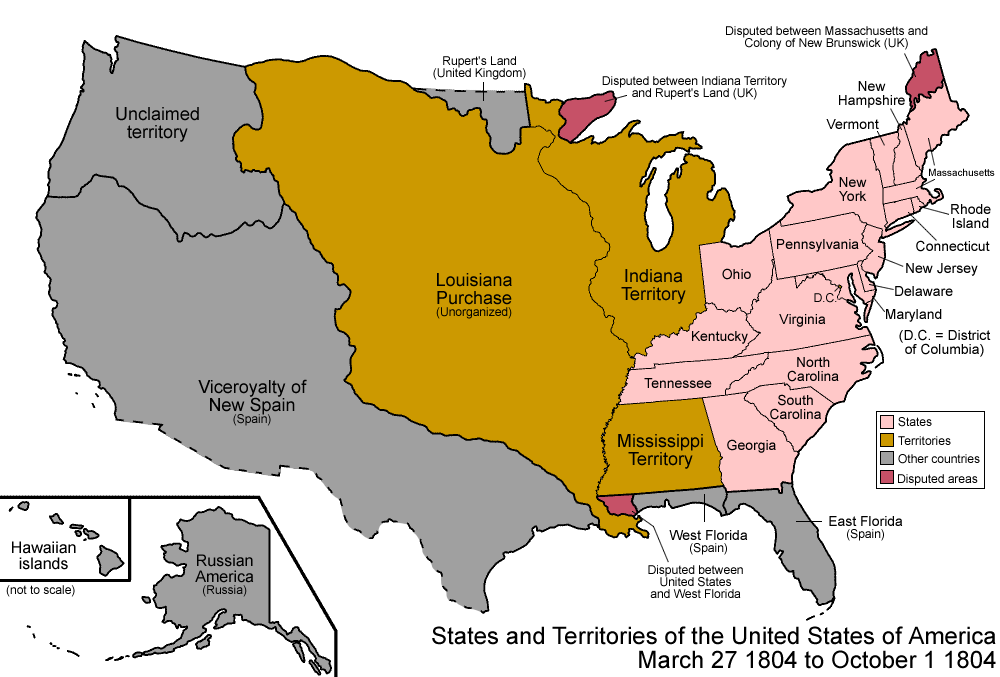
27 mars - 1er octobre 1804

- 27 mars : le territoire cédé par la Géorgie est ajouté au Territoire du Mississippi, lequel est constitué de la totalité des actuels États du Mississippi et de l'Alabama, sans leur panhandle, laquelle fait alors partie de la Floride Occidentale[2].
- 14 mai : départ de l'expédition Lewis et Clark. Meriwether Lewis et William Clark ouvrent la voie terrestre de l'embouchure du Missouri jusqu'au Pacifique à travers les montagnes Rocheuses (fin en 1806)[3]. Le trajet de l'expédition Lewis et Clark

Le trajet de l'expédition Lewis et Clark

- 11 juillet : duel Hamilton-Burr : duel au pistolet entre Aaron Burr et Alexander Hamilton qui mit fin à la vie d'Alexander Hamilton. Alexander Hamilton

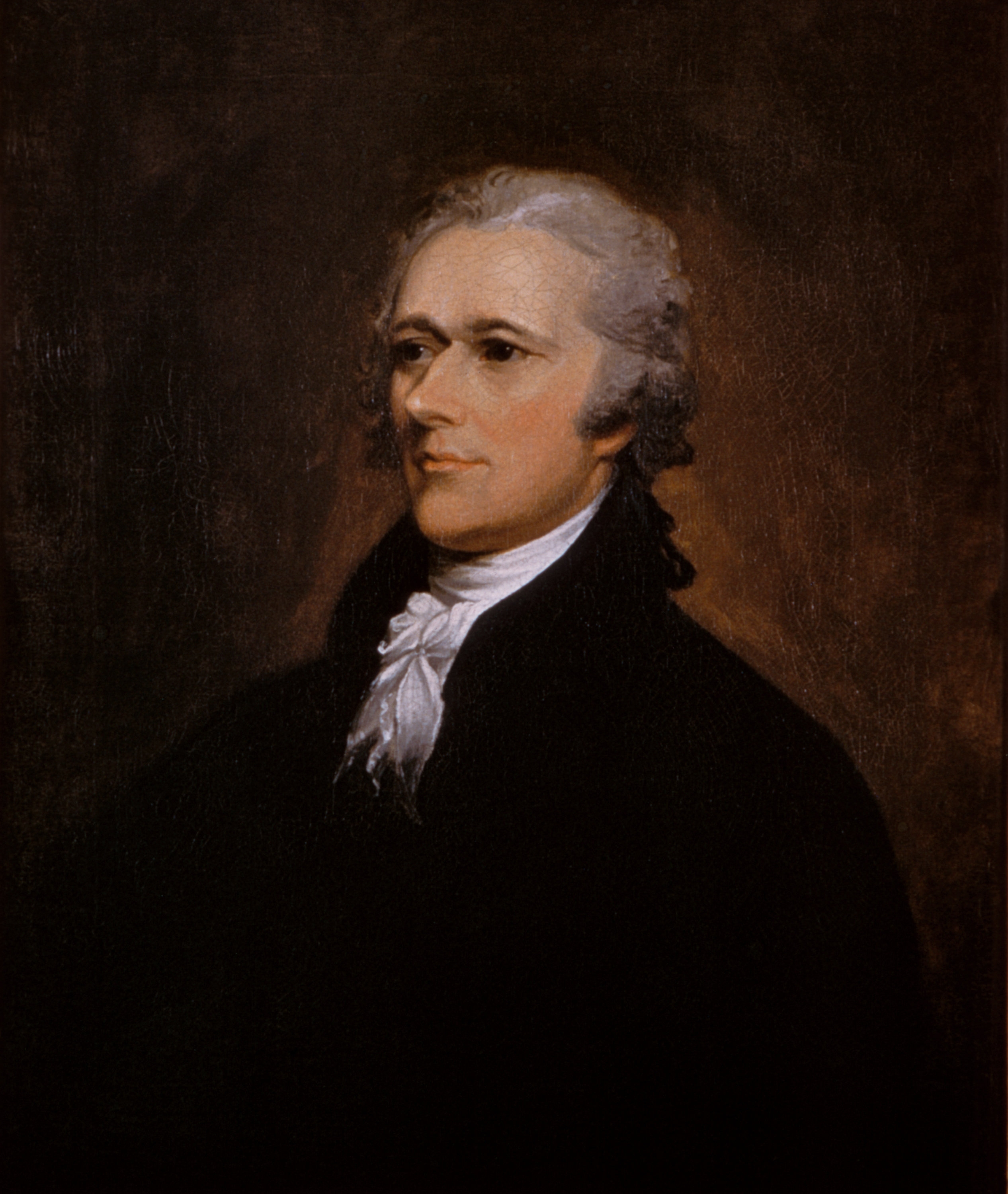
Alexander Hamilton

- 1er octobre : le territoire acquis lors de la vente de la Louisiane est divisé entre le district de la Louisiane, temporairement placé sous l'autorité du Territoire de l'Indiana, et le Territoire d'Orléans, organisé, qui correspond à l'actuelle Louisiane et une petite partie du Texas[4]. La frontière ouest du Territoire d'Orléans provoque un conflit avec la Nouvelle-Espagne à propos d'une région située entre la Sabine à l'ouest et l'Arroyo Hondo à l'est, qui sera plus tard connue sous le nom d'État libre de la Sabine. Le traité d'Adams-Onís confirmera la souveraineté américaine sur la zone en 1819. 1er octobre 1804 - 11 janvier 1805

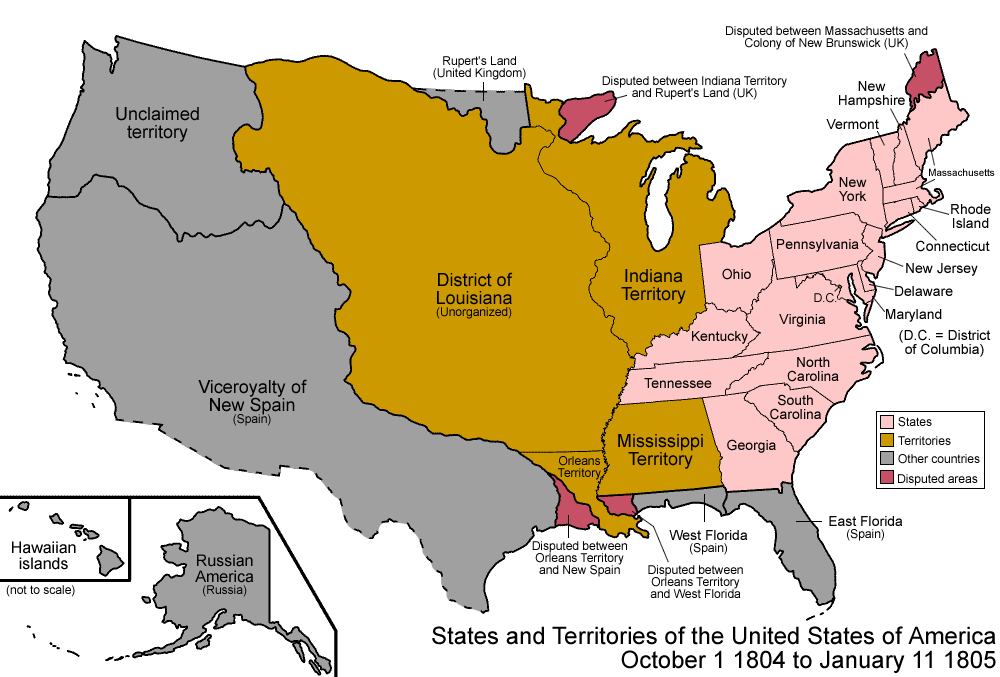
1er octobre 1804 - 11 janvier 1805

- 1er - 7 octobre : bataille de Sitka, en Alaska. Les Russes sont contraints de reprendre et de reconstruire le poste fortifié de Sitka (Novy Arkhangelsk) détruit deux ans plus tôt par les Tlingits. Novo-Arkhangelsk devient le centre de la puissance russe en Alaska[5].
- 2 novembre - 7 avril 1805 : Lewis et Clark hivernent chez les Mandans[6], tribu dont les membres possèdent une carnation de blancs aux cheveux blonds et aux yeux bleus. Ils semblent pénétrés de la tradition du déluge. Les Mandans, dessinés par le peintre Catlin en 1832, seront décimés par l’épidémie de petite vérole à partir de 1833, emportant avec eux leur mystère[7].
- 2 novembre - 5 décembre, élection présidentielle : le républicain démocrate Thomas Jefferson obtient un second mandat de président des États-Unis après avoir battu le fédéraliste Charles Cotesworth Pinckney (fin de mandat en 1809).
- Le gouverneur américain de Louisiane Isaac Brigg interdit la traite négrière.
- Le Congrès autorise le président à négocier avec les tribus pour échanger leurs territoires contre des réserves.

#### Articles généraux
- Histoire des États-Unis de 1776 à 1865
- Évolution territoriale des États-Unis
- Histoire de la Louisiane
- Réfugiés français de Saint-Domingue en Amérique

#### Articles sur l'année 1804 aux États-Unis
- Guerre de Tripoli
- Expédition Lewis et Clark
- Duel Hamilton-Burr
- Élection présidentielle américaine de 1804